# Lijnbaansgracht 256-258
Lijnbaansgracht 256-258 is een gebouw in Amsterdam-Centrum. 
Het pand is gelegen aan de Lijnbaansgracht, tussen het Kleine-Gartmanplantsoen en de puntkruising van de kade daarvan met de Korte Leidsedwarsstraat. Het gebouw kijkt uit op de achtergevel van het Barlaeus Gymnasium, gevestigd aan de Weteringschans 29/Weteringschans 31. Het gebouw is op 14 juli 1970 (vermoedelijke datum van administratieve invoer) opgenomen in het monumentenregister. De noordelijke belendingen Lijnbaansgracht 254 en Lijnbaansgracht 255 zijn ook een rijksmonument, de zuidelijke belending Lijnbaansgracht 259-260 is een gemeentelijk monument.

## Omschrijving
Het monumentenregister omschreef het gebouw in 2017 als zijnde een breed bedrijfspand met twee bovenhuizen. De gevel wordt afgesloten met een rechte lijst met dakvoorschot, dat vermoedelijk uit de 19e eeuw stamt. De raamgangen van de woonetages zijn uitgevoerd in traditionele 9- en 6-vlaksverdelingen. Het gebouw heeft twee toegangen. De toegang links geeft toegang tot het bedrijfsgedeelte met huisnummer 256, de toegangsdeur rechts tot de huisnummers 257 en 258, naast die laatste deur is nog een toegang tot vermoedelijk bergingen. Alle deuren hebben daarbij een bovenlicht. De gevel van de begane grond is geheel bepleisterd of bespoten en wordt afgesloten met een lijst. Die gevel dateert echter van later dan 1962. De ramen aldaar hebben eveneens een 9- en 6-vlaksverdeling. Daarboven beginnen de inmiddels drie woonetages, waarin zes appartementen. Een kleine zolder bevindt zich achter een gevelversiering waarin ook de hijsbalk is ondergebracht. Op de daklijst zijn behalve de uitkragingen geen versieringen aangebracht. De woonappartementen zijn in de 20e eeuw flink gerenoveerd, er werd een lift in het gebouw geplaatst, het uiterlijk mocht vanwege de monumentenstatus natuurlijk niet gewijzigd worden. De begane grond heeft dan al jaren een horecabestemming, het maakt onderdeel uit van het uitgaansgebied rondom het Leidseplein.

## Oud
De huisnummers 256 en 257 waren origineel toebedeeld aan het noordelijk hoekpand van de Lijnbaansgracht en de Leidsekruisstraat. Na demping van dat stuk Lijnbaansgracht, kreeg het huisnummer Kleine-Gartmanplantsoen 21, 23. Het overleefde de sloop in 1934 ten behoeve van het City Theater, maar ging laat jaren vijftig tegen de vlakte om plaats te maken voor een kantoorgebouw.  

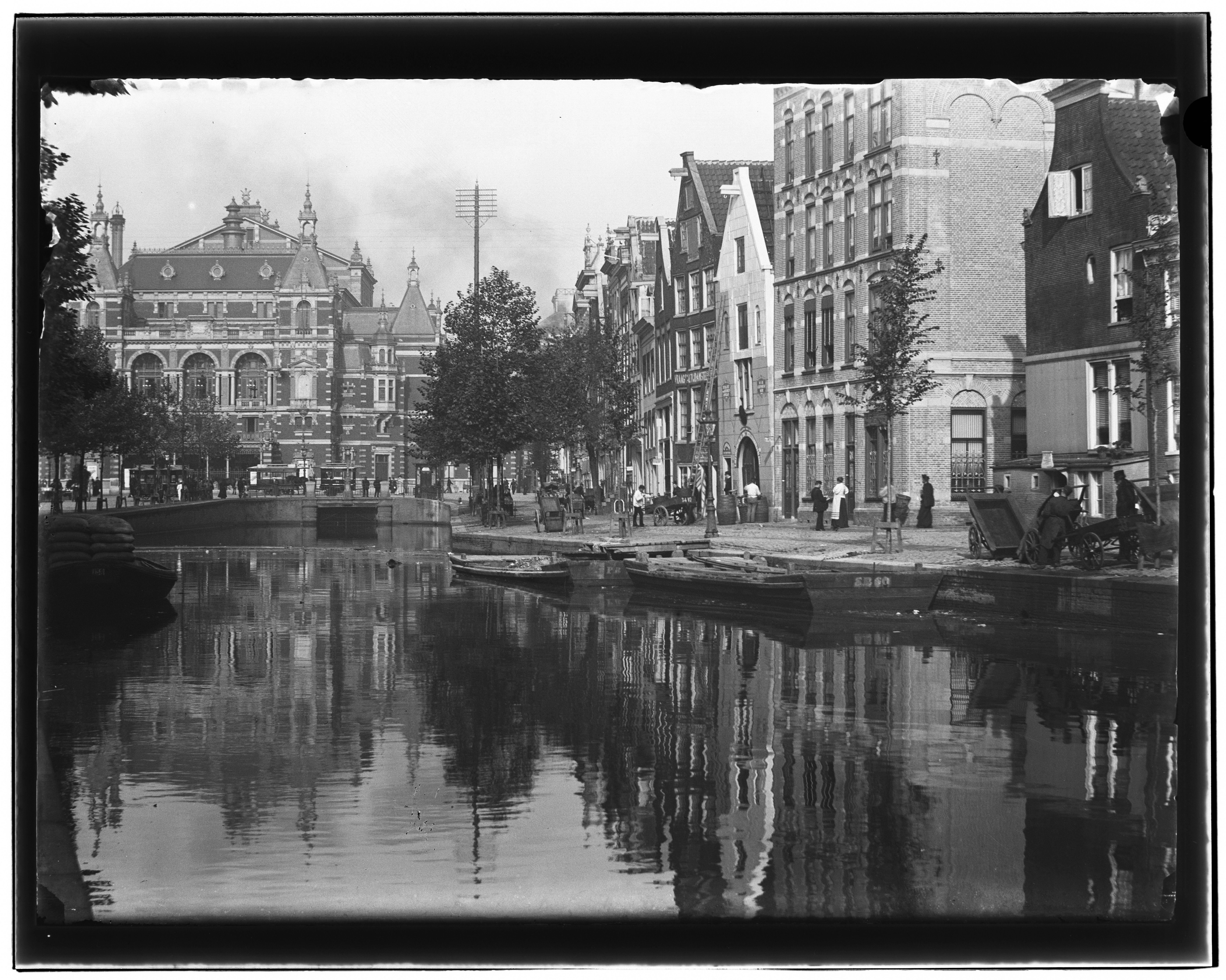
De oude situatie met pand 256 en 257, het gebouw links van de ingang van de Leidsekruisstraat
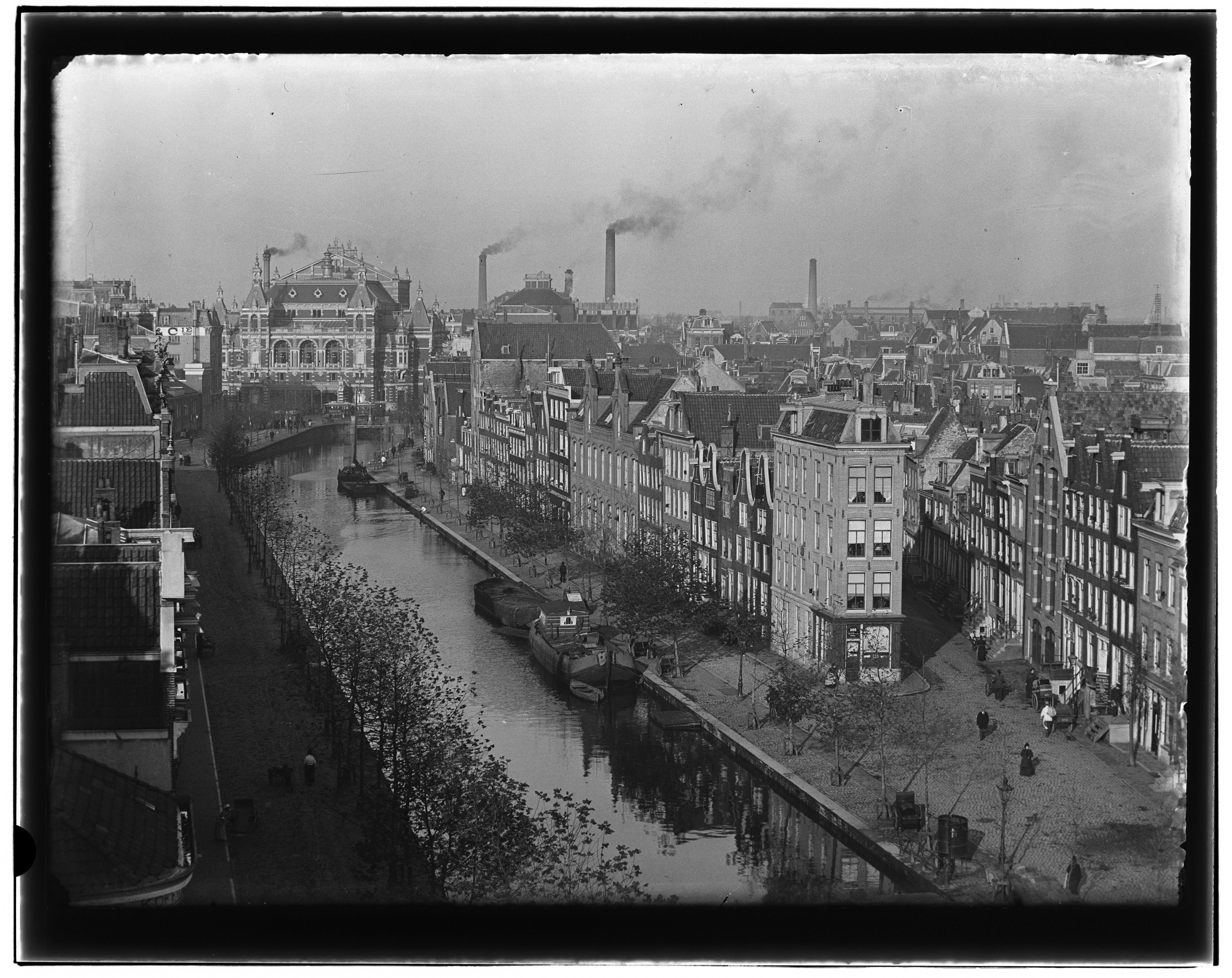
Jacob Olie legde in 1894 de gevelwand vast, Lijnbaansgracht 256-258 is te zien onder de twee rokende schoorstenen met daaronder het dak van Lijnbaansgracht 246 en daaronder het spierwitte gevelelement en daklijst van 256-258
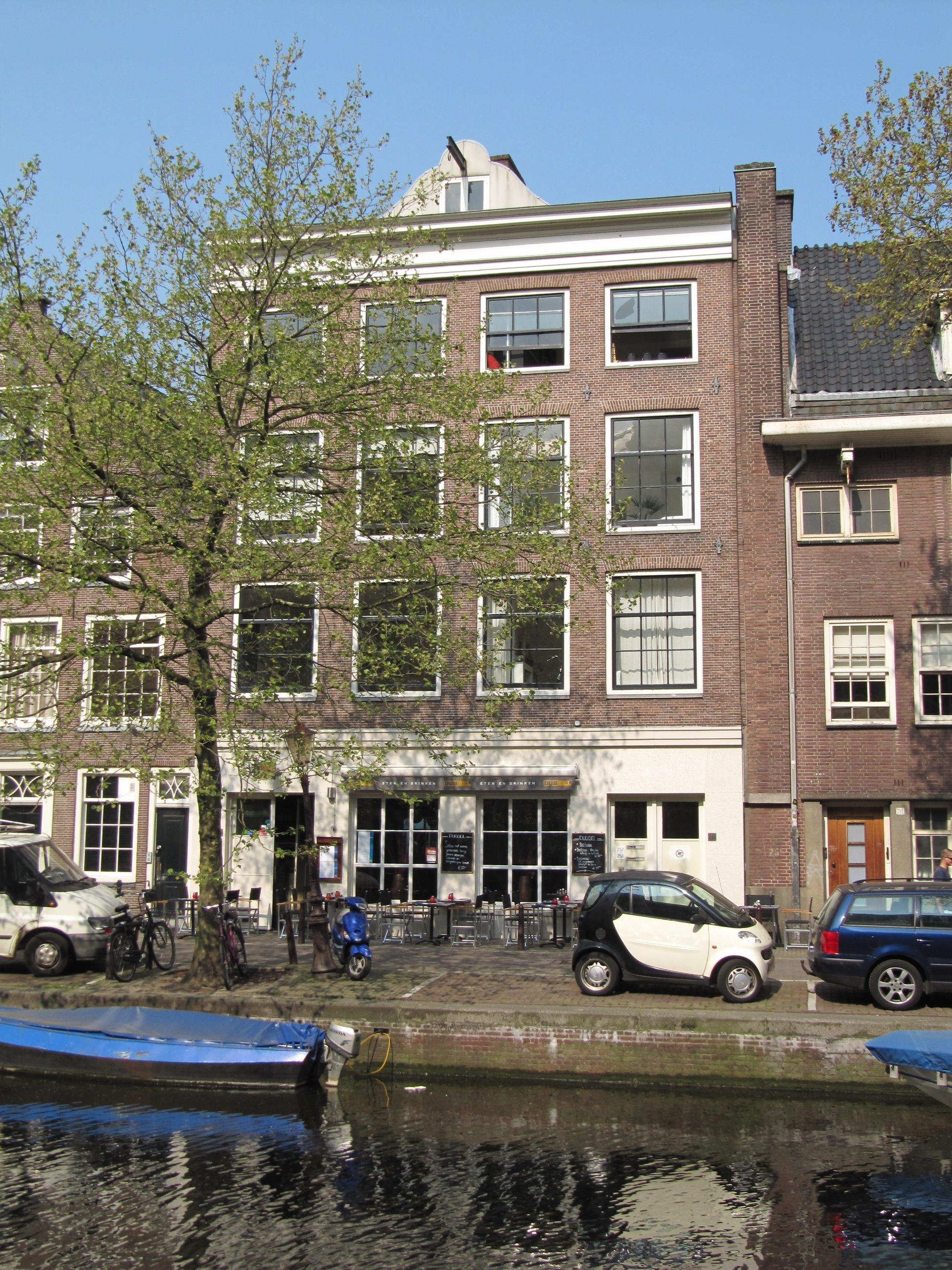
Lijnbaansgracht 256-258 (april 2011)